# Secuș
El Secuș es un afluente izquierdo del río Gurghiu en Transilvania, Rumania. Desemboca en Gurghiu en Lăpușna. Su longitud es de 12 km y el tamaño de su cuenca es de 31 km².